# Willamette Egyetem Tanárképző Intézet
A Willamette Egyetem Tanárképző Intézete az egyetem 1988 és 2014 májusa között fennálló szervezeti egysége volt az Amerikai Egyesült Államok Oregon államának Salem városában. Az intézetben MA szintű tanárképzés és kiválóságprogram is folyt.

## Története
Az intézetet 1988-ban alapították, tanár MA-képzése 1992-ben indult. A kiválóságprogramot 1999-ben hozták létre. A tanár mesterképzést négy korcsoportra (harmadik osztály alatt, 3–8. osztályok, 5–9. osztályok és 7–12. osztályok) osztották, 2004-ben pedig Aspire néven részidős képzés indult. Finanszírozási problémák és a szakma bizonytalansága miatt az intézet 2014 májusában megszűnt.
2000 óta négy hallgató nyerte el a Milken Családi Alapítvány 25 ezer dolláros díját.

## Egyéb képzések
Az írói képzésben az alap- és tanárképzések, valamint az egyetemi előkészítőn részt vevők tanulhattak; a 3–7. osztályosok számára nyári írótáborokat szerveztek. Az éves képzőművészeti fesztivál keretében általános iskolás diákokat ismertettek meg a szobrászattal, a tánccal és a zenével.

## Fordítás
- Ez a szócikk részben vagy egészben  a   Willamette University School of Education című angol Wikipédia-szócikk ezen változatának fordításán alapul.  Az eredeti cikk szerkesztőit annak laptörténete sorolja fel. Ez a jelzés csupán a megfogalmazás eredetét és a szerzői jogokat jelzi, nem szolgál a cikkben szereplő információk forrásmegjelöléseként.